# Kellys helte
Kellys Helte (originaltitel Kelly's Heroes) er en amerikansk krigsfilm fra 1970 om en gruppe opfindsomme og særprægede soldater under 2. verdenskrig. Filmen blev instrueret af Brian G. Hutton, som også instruerede successen Ørneborgen i 1968. Et stort antal filmstjerner medvirker, bl.a. med hovedrollerne Clint Eastwood, Telly Savalas og Donald Sutherland, men også Gavin MacLeod og Stuart Margolin, som senere blev kendt på fjernsyn. Manuskriptet blev skrevet af den højt respekteret Troy Kennedy-Martin.

## Handling
Da D-dag er vel overstået og de amerikanske styrker har situationen under kontrol, fanger menig Kelly (Eastwood) en officer fra den tyske efterretningstjeneste, der efter at være blevet drukket fuld afslører, at 14.000 guldbarrer til en værdi af 16 millioner dollars befinder sig i en fransk bank bag tyskernes linjer.
Kelly beslutter sig til at få fat i dem og samler på en tre dages orlov en gruppe bindegale, men hårdføre, soldater, som kan snige sig af sted og stjæle guldbarrerne. Dette inkluderer den skeptiske sergent Big Joe (Savalas), den grådige forsyningssergent Crapgame (Rickles), den hippieagtige Sherman-kampvognskommandør Oddball og andre stereotype fodtudser. Mændene præsenteres som kompetente veteraner, men deres motivation er mere kynisk og egoistisk end patriotisk.
Den naturlige antagonist er selvfølgelig tyskerne, men det bliver hurtigt tydeligt, at den brogede bandes egne overordnede er ligeså problemskabende, især da den uautoriserede, private mission utilsigtet medfører en allieret fremrykning. Kellys mænd ender i et kapløb om at nå banken før uvidende generalmajor Colt (O'Connor) kan spolere planen. Ironisk nok og til trods for kampe med tyskerne, så ender det med, at et samarbejde med en tysk Tiger-kampvognskommandør bliver afgørende for missionens succes.